# Isaac van Stella
Isaac van Stella of Isaac de l'Étoile (ca. 1100/1120 – ca. 1178) was een cisterciënzer monnik, die bekend is van zijn theologische, mystieke en filosofische geschriften.

## Biografie
Isaac werd geboren in Engeland en was van adellijke afkomst. Na studies aan de kathedraalscholen van Laon, Chartres en Parijs trad hij rond 1143 toe tot de cisterciënzers, waarschijnlijk in Pontigny tijdens de hervormingen van Bernardus van Clairvaux. In 1147 werd hij abt van het kleine klooster L'Étoile of Stella (De Ster) bij Poitiers, waaraan hij zijn bijnaam dankt. Het klooster had zich twee jaar eerder aangesloten bij de orde van Cîteaux en was een dochterklooster van Pontigny.
Isaac verliet Stella waarschijnlijk in 1167 om het klooster Notre-Dame-de-Ré, bijgenaamd Les Châteliers, te stichten op het eiland Île de Ré aan de Atlantische kust. Hij leefde er in grote soberheid. Vermoedelijk keerde hij enige tijd later terug naar Stella. Omdat hij in een van zijn preken verwijst hij naar de "heilige" Bernardus, die in 1174 heilig werd verklaard, moet Isaac na dat jaar zijn overleden.

## Werken
Isaacs bewaard gebleven werken bestaan uit 55 preken (plus drie fragmenten) en twee brieven. Zijn populairste werk was een allegorisch commentaar op de canon van de mis in de vorm van een brief aan Jean Bellesmains (John of Canterbury), de bisschop van Poitiers. Zijn tweede brief, Brief over de ziel, was gericht aan Alcher van Clairvaux en combineerde christelijke mystiek met Aristotelische en neoplatonische theorieën over psychologie. De tekst had grote invloed op latere mystieke stromingen, doordat delen van Isaacs werk waren opgenomen in De spiritu et anima (De geest en de ziel), een compendium dat op naam van Augustinus stond en in de 13e eeuw veel werd gebruikt. Isaacs gebruik van logische argumentatie was beïnvloed door het neoplatonisme van Augustinus. Isaacs zogenoemde "preken", een destijds veel gebruikt literair genre, zijn vaak zeer originele theologische of mystieke verhandelingen.